# John Jacob Jingleheimer Schmidt
John Jacob Jingleheimer Schmidt est une comptine originaire des États-Unis et du Canada. La chanson se compose d'un couplet, souvent chanté quatre fois, en augmentant ou diminuant le rythme ou le volume.   

## Paroles et mélodie
| Paroles originales (en anglais ) | Traduction (en français ) |
| --- | --- |
| John Jacob Jingleheimer Schmidt His name is my name, too Whenever we go out The people always shout There goes John Jacob Jingleheimer Schmidt Da-da-da-da la-la-la-la | John Jacob Jingleheimer Schmidt Son nom est aussi mon nom À chaque fois que nous sortons Les gens crient toujours Voilà John Jacob Jingleheimer Schmidt Da-da-da-da la-la-la-la |

Il existe plusieurs versions de la chanson.

## Origine
Les origines de la comptine sont obscures. Cependant, certaines preuves les situent  dans les actes de théâtre ou de vaudeville, populaires dans les communautés d'immigrants, à la fin du 19e siècle et au début du 20e. Certains actes de vaudeville de l'époque, tels que l’œuvre de Joe Weber et de Lew Fields, donnent la parole à des immigrants germano-américains et se fondent sur les abus de langage et les difficultés avec la langue anglaise comme vecteur de leur humour. "John Jacob Jingleheimer Schmidt" a des points communs avec "My name is Jan Jansen", chanson dont l'origine remonte au vaudeville suédois de la fin du 19e siècle.
Au milieu du 20e siècle, la chanson semble connue. En 1931, à Elmira, le journal new-yorkais Star-Gazette raconte un rassemblement de scouts au Lac Seneca. Alors que les membres entraient dans la salle à manger, "la troupe 18 chanta bientôt la première chanson du camp," John Jacob Jingleheimer Smith "."  Un article du Milwaukee Journal de1941 fait également référence à la chanson,  qui porte le même titre.
La chanson est répétitive, comme « The song that never ends », «My Name Is Jan Jansen» ou « Michael Finnegan ».
Il existe des versions dans d'autres langues que l'anglais, telles que l'interprétation espagnole, « Juan Paco Pedro de la Mar. »

## Reprises
- Daddy Drewdrop sort une version de la chanson intitulée "John Jacob Jingleheimer Smith" comme face B de son single de 1971 "Chick-A-Boom (Don't Ya Jes' Love It)"[5].
- RocketMan (1997)
- Disney's The Kid (2000)
- La Cour de récré : Vive les vacances ! (2001)
- L' épisode de l' émission d'Andy Griffith "Retour à la nature" (1964, saison 4, épisode 31).
- La chanson est présentée dans une scène du film de 1994 En avant, les recrues! .
- Dans la série comique dramatique Psych épisode "Roméo et Juliette et Juliette" (2010, saison 5, épisode 1), la comptine est chantée.
- «John Jacob Jingleheimer Schmidt» est le nom du personnage joué par Robin Williams dans le film  Extravagances (1995)[6].
- Joel Robinson, Tom Servo et Crow T.Robot chantent fréquemment la chanson lors de l'épisode Monster a Go-Go de Mystery Science Theatre 3000 .
- Le personnage fictif Holly Gibneymutters utilise la chanson comme une technique calmante pour une attaque de panique dans l'épisode de M. Mercedes "Bad to Worse" (Saison 3, Episode 6).
- Dans l'épisode des rois du Texas "Peggy's Turtle Song", Peggy Hill demande à Bobby : "Que fait encore John Jacob Jingleheimer Schmidt?", à quoi Bobby répond: "Il sort, les gens crient. On n'en sait pas beaucoup plus sur lui. "
- Elmo, Prairie Dawn et cinq enfants chantent la chanson dans la vidéo personnelle de Sesame Street, intitulée Chansons préférées des enfants .
- La chanson est entendue dans l'épisode de Bunk'd "Mo-Squito Mo Problems".